# Grizzana Morandi
Grizzana Morandi är en ort och kommun i storstadsregionen Bologna, innan 2015 i provinsen Bologna, i regionen Emilia-Romagna i Italien. Kommunen hade 3 894 invånare (2018). År 1985 ändrades namnet från Grizzana till det nuvarande efter konstnären Giorgio Morandi, som hade sitt sommarhus här.